# ソ連軍のアフガニスタンからの撤退
ソ連軍のアフガニスタンからの撤退（ソれんぐんのアフガニスタンからのてったい、英: Soviet withdrawal from Afghanistan）とは、1979年以降、アフガニスタン民主共和国に駐留していたソ連軍が1980年代末期に同国より撤退した出来事である。
1979年12月の侵攻以降、アフガニスタンに駐留を続けていたソ連軍であったが、ムジャヒディーンを中心とする反政府ゲリラとの戦闘に苦しみ、1985年のゴルバチョフ政権成立後は撤退を検討し始めた。1988年4月、ソ連、アフガニスタン民主共和国、アメリカ、パキスタンの4か国の外相がジュネーヴで会談し、アフガニスタン和平協定が締結された。これによりソ連軍撤退の道筋が示され、1988年5月15日よりソ連軍は段階的に撤退を始めた。なお撤退は1989年2月15日に完了したが、撤退中もソ連軍とムジャヒディーンとの戦闘は続き、523名のソ連兵と約1,200名のムジャヒディーン兵士が命を落とした。